# Silnice II/267
Silnice II/267 je silnice II. třídy ve Šluknovském výběžku v okrese Děčín, která spojuje přes České území německé sídlo Steinigtwolmsdorf, české Lobendavu a Dolní Poustevnu a německé město Sebnitz. Celková délka silnice je 9,425 km.

## Vedení silnice
- (Steinigtwolmsdorf, křížení se silnicí 98)
- hraniční přechod
- Severní, křížení s III/2671
- Lobendava, křížení s II/266, III/2672 a III/26510
- Horní Poustevna, křížení s III/2672 a III/2673
- Dolní Poustevna, křížení s III/2674 a III/2675
- hraniční přechod
- (Sebnitz)

## Související silnice III. třídy
- III/2671 Severní - Liščí - Lipová, křížení s III/2669
- III/2672 Lobendava - Nová Víska - Horní Poustevna
- III/2673 Horní Poustevna - Karlín, III/2674
- III/2674 Dolní Poustevna - Karlín - III/26510
- III/2675 Dolní Poustevna - Dolina - Vilémov, III/26510
- III/2676 spojka mezi III/2675 a III/26510 ve Vilémově